# Domingo (Caetano Veloso e Gal Costa)
Domingo è l'album di debutto dei cantanti brasiliani Caetano Veloso e Gal Costa, pubblicato nel 1967 dalla etichetta discografica Polydor.
Ancora privo delle asperità tropicaliste che Caetano adotterà nell'album successivo, Domingo rientra nell'alveo della bossa nova tradizionale.
Mentre in copertina Gal Costa è presentata semplicemente come Gal, Caetano è indicato come Caetano Velloso e solo a partire dall'album successivo adotterà il nome con cui è conosciuto anche oggi.
La canzone che apre il disco, Coração vagabundo, è ancora molto celebre in Brasile.

## Tracce
Tutti i brani sono di Caetano Veloso, tranne dove indicato.
1. Coração vagabundo – 2:25
2. Onde eu nasci passa um rio – 1:59
3. Avarandado – 2:45
4. Um dia – 3:11
5. Domingo – 1:25
6. Nenhuma dor – 1:33 (Caetano Veloso/Torquato Neto)
7. Candeias  – 3:11 (Edu Lobo)
8. Remelexo – 1:54
9. Minha senhora  – 4:14 (Caetano Veloso/Torquato Neto)
10. Quem me dera – 3:24
11. Maria Joana  – 1:42 (Sidney Miller)
12. Zabelê – 2:49 (Caetano Veloso/Torquato Neto)